# Prst Galileje
Prst Galileje (hebrejsky ‏אצבע הַגָּלִיל‎‎, anglicky Galilee Panhandle) je nejsevernější část Galilei v Izraeli. Nachází se mezi libanonským a syrským územím. Svým tvarem připomíná prst, odtud pochází také název.

## Poloha
Prst Galileje se nachází v severovýchodní části Horní Galileje v Izraeli. Rozkládá se v Chulském údolí (nadmořská výška asi 140 m n. m.), které na západě obklopují Hory Naftali (nadmořská výška asi 900 m n. m.), na severovýchodě Hermon (nadmořská výška 2814 m n. m.) a na východě Golanské výšiny (nadmořská výška 800–1000 m n. m.). Údolím protéká řeka Jordán. Na západě a severu sousedí s Libanonem.
Hlavními sídly jsou zde Kirjat Šmona a Metula.

## Historie
V důsledku první světové války ztratila Osmanská říše kontrolu nad částí svého území na Blízkém východě. Oblast dnešního Prstu Galileje byla okupována Francií, přičemž později se stala součástí Francouzského mandátu Sýrie a Libanonu. V rámci Sykes–Picotovy dohody byl založen Britský mandát Palestina. Ve Francouzském mandátu Sýrie a Libanonu vypukla francouzsko-syrská válka, jejíž důsledky se projevily také v pohraničních oblastech Palestiny. Arabové podporovali myšlenku panarabismu a usilovali o vytvoření Velké Sýrie. Arabové obviňovali Židy žijící v místních osadách ze zvýhodňování francouzských úřadů. V roce 1920 došlo k několika útokům na židovské osady, z nichž nejznámějším bylo zničení Tel Chaj. Na základě britsko-francouzské dohody z roku 1920 měl být Galilejský palec součástí Britského mandátu Palestina. Celý tento proces probíhal až do dubna 1924. V té době se oblasti říkalo Galilejský prst.
Při hledání řešení arabsko-izraelského konfliktu byl 29. listopadu 1947 přijat Plán OSN na rozdělení Palestiny. Plán mimo jiné stanovil, že má být Prst Galileje součástí hranic nově vytvořeného židovského státu. Arabové toto rozhodnutí odmítli, což o den později vedlo k vypuknutí občanské války v Britském mandátu Palestina. V jejím průběhu ochromily síly Arabské osvobozenecké armády židovské komunity v celé Galileji. Obrana židovských osad v oblasti pohoří Naftali se stala nedílnou součástí organizace Hagana. Výsledkem operace Jiftach bylo dobytí města Safed dne 10. května 1948. Většina arabských obyvatel tohoto města a mnoho okolních vesnic v panice uprchla do Libanonu. V následujících dnech převzaly jednotky Hagany kontrolu nad celou oblastí Prstu Galileje.
Díky blízkosti libanonské hranice docházelo k opakovanému ostřelování palestinskými teroristy z jižní části Libanonu. V červnu 1982 vypukla první libanonská válka (1982–1985). Po jejím skončení zřídili Izraelci v jižní části Libanonu „bezpečnostní zónu“, za kterou byla zodpovědná Jiholibanonská armáda. Tímto krokem se situace značně uklidnila. Následné ostřelování bylo odpovědí na operaci Hrozny hněvu (11.–27. dubna 1996). V květnu 2000 Izraelské obranné síly definitivně opustily „bezpečnostní zónu“ na jihu Libanonu. V roce 2006 vypukla druhá libanonská válka.

## Doprava
Nachází se zde dálnice 90, která spojuje Prst Galileje se zbytkem země.